# 穆拉費努貝區
16°9′S 46°37′E / 16.150°S 46.617°E

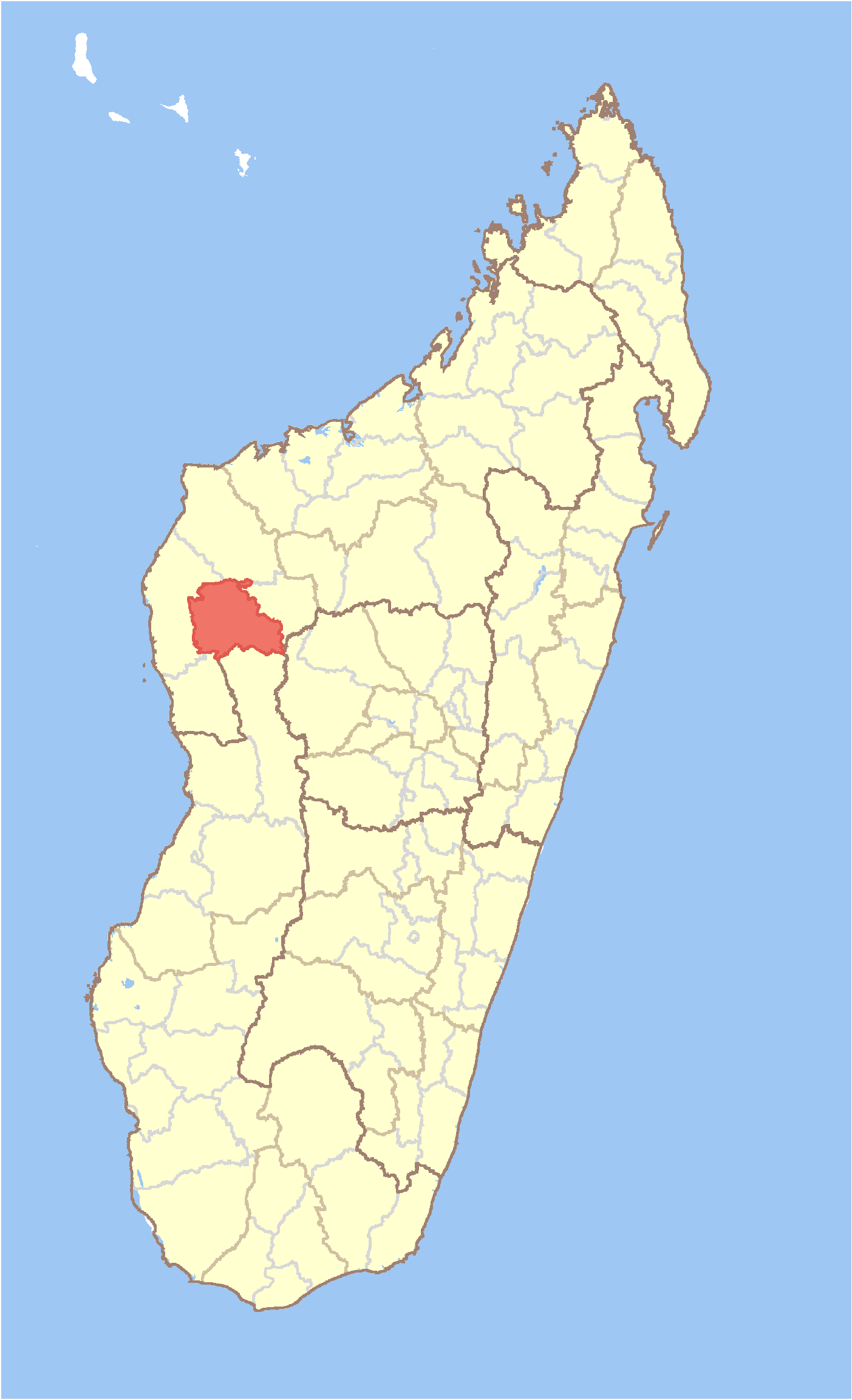

穆拉費努貝區，是馬達加斯加的行政區，位於該國西部，由梅拉基區負責管轄，首府設於穆拉費努貝，面積6,976平方公里，2011年人口22,774，人口密度每平方公里3人。